# Morgenland-Verlag
Der Morgenland-Verlag war ein jüdischer Verlag in Berlin-Friedenau von 1924 bis etwa 1935.

## Geschichte
Ende 1924 gründete Rahel Bin-Gorion (Rahel Ramberg) den Morgenland-Verlag in der Laubacher Straße 16 in Berlin-Friedenau.
Die offizielle Registrierung erfolgte am 1. Juni 1925. Die Auslieferung erfolgte seit dieser Zeit durch Carl Fr. Fleischer in Leipzig.
Der Verlag bestand bis etwa 1935.

## Publikationen (Auswahl)
Im Morgenland-Verlag wurden vor allem Werke ihrer Familie herausgegeben.
- Die schönsten Geschichten der Welt. herausgegeben von Emanuel Bin-Gorion
  - Der Dechant von Badajoz. Altspanische Novelle aus dem 14. Jahrhundert. von Emanuel Bin-Gorion, 1924[4]
  - Von der Prinzessin Dschordsche. Ein buddhistisches Märchen aus Tibet. von Isaac Jacob Schmidt, 1924
  - Kombabos. Ein Fall ohne Beispiel. Erzählt von Lukian. 29. April, 1925
- Micha Josef Bin-Gorion: Sinai und Garizim. Über den Ursprung der israelitischen Religion. Forschungen zum Hexateuch auf Grund Rabbinischer Quellen. (Nachgelassene Schriften), 1926

- Emanuel Bin-Gorion: Vom Ursprung der israelitischen Religion, Vortrag auf Grund des Werkes Sinai und Garizim gehalten in der Vorderasiatisch-Ägyptischen Gesellschaft am 3. März 1926. (= Schriften des Institutum Judaicum in Berlin). Digitalisat
- Jakob Ramberg: Hebräisches Wörterbuch. 2. Band, 1926, in hebräischer Sprache, ursprünglich in Tel Abib
- Emanuel Bin-Gorion: Ceterum recenseo. Kritische Aufsätze und Reden. 2 Bände, 1929, 1932, auch bei A. Fischer, Tübingen, Berlin.
- Rahel Bin-Gorion, Emanuel Bin-Gorion (Hrsg.): Gedächtnisschrift zum Zehnten Todestage von Micha Josef Bin Gorion. 1931.
- Elisabeth Langgässer: Grenze. Besetztes Gebiet. Ballade eines Landes. 1932.